# Great Witchingham
Great Witchingham is een civil parish in het bestuurlijke gebied Broadland, in het Engelse graafschap Norfolk met 496 inwoners.